# Lithocarpus jenkinsii
Lithocarpus jenkinsii är en bokväxtart som först beskrevs av George Bentham, och fick sitt nu gällande namn av Cheng Chiu Huang och Yong Tian Chang. Lithocarpus jenkinsii ingår i släktet Lithocarpus och familjen bokväxter. Inga underarter finns listade.